# Willibald Cernko

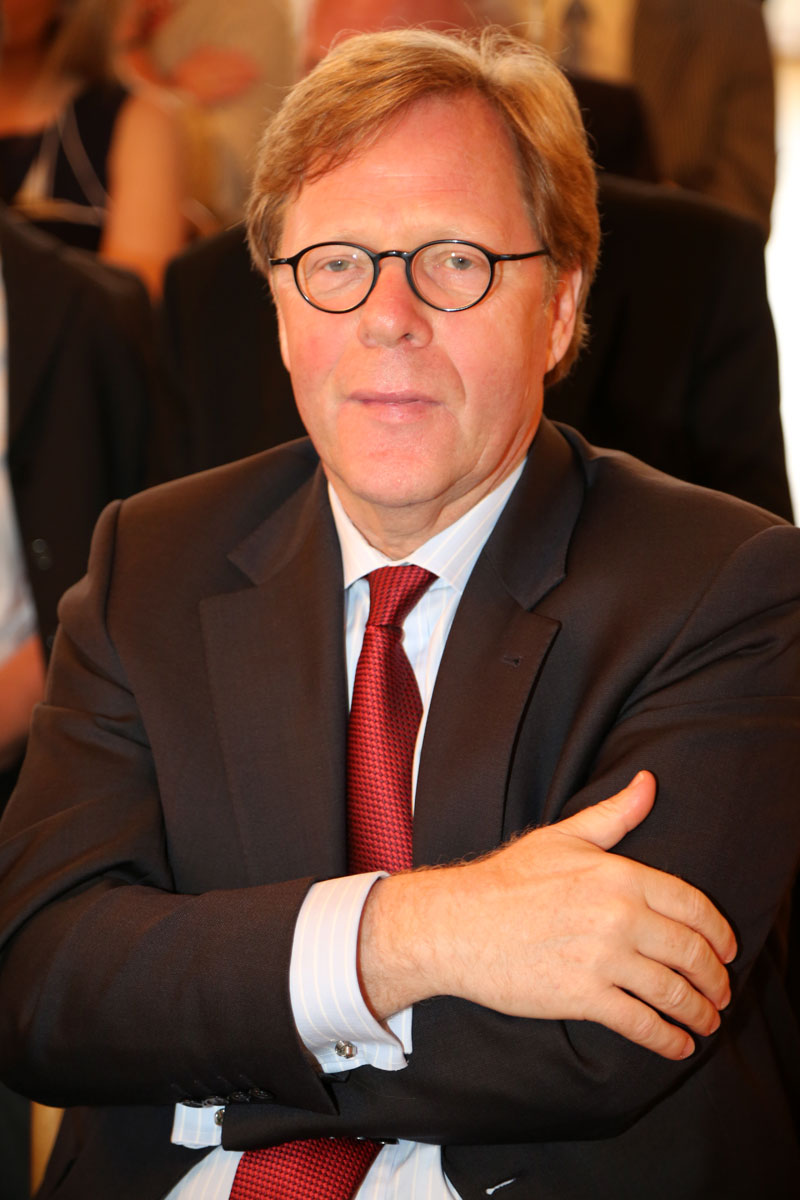
Willibald Cernko, 2013

Willibald Cernko (* 7. Juli 1956 in Knittelfeld) ist ein österreichischer Bankmanager. Er war von Juli 2022 bis Ende Juni 2024 CEO der Erste Group.

## Leben
Willibald Cernko wuchs mit vier Geschwistern in Rothenthurm, heute Teil der Gemeinde Sankt Peter ob Judenburg, auf, absolvierte die HAK-Matura und begann ein Studium an der Exportakademie der Wirtschaftsuniversität Wien, welches er jedoch nicht abschloss.
Willibald Cernko begann seine berufliche Laufbahn 1983 bei der Raiffeisenkasse Obdach-Weißkirchen. 1985 wechselt er nach Wien und wird für die Creditanstalt AG tätig, eine der Vorgängerbanken der heutigen Bank Austria; zunächst im Bereich Firmenkunden, dessen stellvertretender Leiter er von 1996 bis 1998 war. 2000 wurde er in der Bank Austria AG Bereichsvorstand für das Firmenkundengeschäft. 2002 übernahm er in der fusionierten Bank Austria Creditanstalt AG die Position des Bereichsvorstand für das Geschäftsfeld CEE. Seit 2003 war Cernko Mitglied des Vorstands der Bank Austria Creditanstalt AG, seit 2006 zusätzlich Mitglied des Vorstands der HypoVereinsbank AG für den Bereich Privat- und Geschäftskunden. Von Januar 2009 bis September 2009 bekleidete er weiters den Posten des Executive Vice President der UniCredit Group und war Head of Retail Germany & Austria.
Den Posten des Vorstandsvorsitzenden der UniCredit Bank Austria AG übernahm Cernko am 1. Oktober 2009 von Erich Hampel, der diese Funktion von 2004 bis 2009 innehatte. Cernko wurde mit 1. März 2016 von Robert Zadrazil in dieser Funktion abgelöst.
Seit dem 1. Januar 2017 ist Willibald Cernko Risikovorstand der Erste Group. Mit dem 1. Juni 2017 verantwortet sein Ressort zudem das Group Sustainability Office, mit dem vorrangigen Ziel, sowohl Nachhaltigkeit als auch Diversität und Inklusion in die Unternehmenskultur der Erste Group als wesentlichen Bestandteil zu integrieren. Ab 2019 war er Firmenkundenvorstand der Erste Bank Oesterreich.
Am 15. Juni 2022 wurde Cernko vom Aufsichtsrat zum Nachfolger von Bernhard Spalt als Vorstandsvorsitzender der Erste Group ab 1. Juli 2022 gewählt. Im Oktober 2023 wurde Peter Bosek zu seinem Nachfolger ab dem 1. Juli 2024 bestellt.

## Persönliches
Cernko ist in zweiter Ehe mit der gebürtigen Serbin Jasminka Stancul, einer Pianistin, verheiratet, und hat vier Kinder, unter anderem Leonard Cernko, der 2006 von Gault-Millau-Österreich zum „Koch des Jahres“ gewählt wurde.